# Кузнецкий, Дмитрий Петрович
Дмитрий Петрович Кузнецкий  (1875—1939) — русский и советский учёный-медик, доктор медицинских наук (1911), профессор (1914).
Автор более 70 научных работ, посвящённых в основном вопросам урологии, в том числе туберкулёзу, сифилису и актиномикозу почек, анурии, опухолям почек; а также оперативной урологии: экстренной хирургической помощи, военно-полевой хирургии, разработке и совершенствованию способов оперативных вмешательств на почках, мочевом пузыре, половых органах при гнойно-воспалительных заболеваниях, туберкулёзе и гидронефрозе.

## Биография
Родился 4 (16) сентября 1875 года в посёлке Нижне-Тагильского завода Верхотурского уезда Пермской губернии в семье видного земского хирурга П. В. Кузнецкого.
Окончив Екатеринбургскую гимназию, поступил на медицинский факультет Московского университета, который окончил в 1899 году.
До 1903 года работал под руководством своего отца в Нижнетагильской земской больнице. Затем, до начала русско-японской войны, работал сверхштатным ординатором в клинике профессора С. П. Фёдорова Военно-медицинской академии, став его известным учеником. Во время русско-японской войны Д. П. Кузнецкий находился на Дальнем Востоке, работая в госпиталях Красного Креста. По окончании войны на полгода уехал в научную командировку в Европу, где занимался изучением вопросов клинической хирургии (преимущественно клинической урологии) в лучших клиниках Берлина, Гамбурга, Копенгагена и Парижа. Вернувшись в Россию, с 1906 по 1914 годы Кузнецкий работал в госпитальной хирургической клинике профессора Фёдорова, где в 1911 году защитил докторскую диссертацию «Камни почки и мочеточника» и стал приват-доцентом (1913 год). В 1913—1914 годах читал лекции по оперативной хирургии и топографической анатомии студентам Петроградского психоневрологического института, а в 1914 году стал профессором хирургической клиники этого же института (ныне Санкт-Петербургский научно-исследовательский психоневрологический институт).
В годы Первой мировой войны Д. П. Кузнецкий работал в различных клиниках в качестве хирурга-консультанта, в том числе на Западном фронте. После Октябрьской революции, в марте 1918 года, он был приглашен на должность старшего врача Нижне-Тагильской заводской больницы и проработал там до июля 1919 года. В течение 1919—1921 годов был приват-доцентом при факультетской хирургической клинике Томского университета, а в апреле 1921 года стал профессором госпитальной хирургической клиники Уральского государственного университета в Свердловске. В 1924 году Кузнецкий был избран на кафедру факультетской хирургии клиники Пермского государственного университета, где одновременно вёл курс урологии.
В мае 1927 года на II Съезде российских урологов Дмитрий Петрович Кузнецкий был избран председателем съезда. В конце 1931 года он переехал в город Горький, где сначала работал в хирургической больнице Сормовского района, а с февраля 1934 года и до конца своей жизни был профессором факультетской хирургической клиники Горьковского медицинского института (ныне Нижегородская государственная медицинская академия).
Умер от перитонита 14 августа 1939 года в городе Горький.